# Cho Yu-min
Cho Yu-min (Koreaans: 조유민) (Daegu, 17 november 1996) is een Zuid-Koreaanse profvoetballer die uitkomt als centrale verdediger of verdedigende middenvelder. Sinds 2024 speelt hij voor Sharjah FC in de Verenigde Arabische Emiraten. Daarnaast is hij ook international voor Zuid-Korea.

## Clubcarrière
Yu-min begon zijn profcarrière in 2018 bij Suwon FC, waar hij zich al snel opwerkte tot een betrouwbare kracht in de verdediging. Na vier seizoenen maakte hij in 2022 de overstap naar Daejeon Hana Citizen. Met die club wist hij promotie naar de K League 1 af te dwingen, een belangrijke mijlpaal in zijn carrière. In 2024 maakte hij voor het eerst de sprong naar het buitenland en tekende hij bij Sharjah FC in de UAE Pro League.

## Interlandcarrière
Yu-min doorliep verschillende nationale jeugdelftallen en debuteerde in 2022 voor het Zuid-Koreaanse nationale team. Datzelfde jaar werd hij geselecteerd voor het WK in Qatar. Eerder, in 2018, won hij met het nationale team goud op de Aziatische Spelen, een prestatie die hem veel waardering opleverde in eigen land.
1 Kim S. ·
2 Yoon ·
3 Kim J. ·
4 Kim Mi. ·
5 Jung ·
6 Hwang I. ·
7 Son H.  ·
8 Paik ·
9 Cho G. ·
10 Lee J. ·
11 Hwang H. ·
12 Song B. ·
13 Son J. ·
14 Hong ·
15 Kim Mo. ·
16 Hwang U. ·
17 Na ·
18 Lee K. ·
19 Kim Y. ·
20 Kwon K. ·
21 Jo ·
22 Kwon C. ·
23 Kim T. ·
24 Cho Y. ·
25 Jeong ·
26 Song M. ·
Coach: Bento